# Модель Брэдли — Терри
Модель Брэдли–Терри — это вероятностная модель для результатов попарных сравнений между  элементами, командами или объектами.  
Для пары элементов i и j взятых из некоторой совокупности, она оценивает вероятность того, что попарное сравнение i > j окажется верным, как
{\displaystyle \Pr(i>j)={\frac {p_{i}}{p_{i}+p_{j}}}} [1]
где pi — положительная реальная оценка.
Сравнение объектов i > j можно интерпретировать как «i предпочтительнее j», «i ранжируется выше j» или «i превосходит j», «i выигрывает у j», в зависимости от приложения.
Например, pi может представлять рейтинг команды в спортивном турнире, а {\displaystyle \Pr(i>j)} вероятность того, что команда i выиграет игру против j . Или pi может представлять качество коммерческого продукта и тогда{\displaystyle \Pr(i>j)} вероятность того, что потребитель предпочтет продукт i продукту j .
Модель Брэдли–Терри может использоваться в прямом направлении для прогнозирования результатов, как описано выше, но чаще используется в обратном направлении для выведения оценок pi с учетом результатов наблюдений. При таком применении pi представляет собой некоторую меру качества или рейтинг объекта {\displaystyle i}, а модель позволяет нам оценить pi на основе серии попарных сравнений. Например, при опросе о винных предпочтениях респондентам может быть сложно дать полную оценку большому набору вин, но им относительно легко сравнить пары образцов вин и сказать, какое из них, по их мнению, лучше. На основе набора таких попарных сравнений можно затем использовать модель Брэдли–Терри для выведения полного рейтинга вин.
После расчета оценок pi модель можно использовать и в прямом направлении, например, для прогнозирования вероятного результата матчей, которые еще не были проведены. Например, в примере с опросом о вине можно рассчитать вероятность того, что кто-то предпочтет вино {\displaystyle i} за вином {\displaystyle j}, даже если никто из участников опроса напрямую не сравнивал эту конкретную пару.

## История создания
Модель названа в честь Ральфа А. Брэдли и Милтона Э. Терри, которые представили ее в 1952 году, хотя она уже была изучена Эрнстом Цермело в 1920-х годах. Приложения модели включают в себя ранжирование участников спортивных, шахматных и других соревнований, ранжирование продуктов в парных сравнительных исследованиях потребительского выбора, анализ иерархий доминирования в сообществах животных и людей, ранжирование журналов, ранжирование моделей ИИ, и оценку релевантности документов в поисковых системах с машинным обучением.

## Определение
Модель Брэдли–Терри можно параметризовать различными способами. Уравнение [1], пожалуй, самое распространенное, но есть и ряд других. Брэдли и Терри сами определили экспоненциальные функции оценки {\displaystyle p_{i}=e^{\beta _{i}}}, так что.
Тогда вероятность можно представить через сигмоиду
{\displaystyle \Pr(i>j)={\frac {e^{\beta _{i}}}{e^{\beta _{i}}+e^{\beta _{j}}}}={\frac {1}{1+e^{-(\beta _{i}-\beta _{j})}}}=\sigma (\beta _{i}-\beta _{j}).}
Эта формулировка подчеркивает сходство между моделью Брэдли–Терри и логистической регрессией. Оба используют по сути одну и ту же модель, но по-разному. В логистической регрессии обычно известны параметры {\displaystyle \beta _{i}} и попытки вывести функциональную форму {\displaystyle \Pr(i>j)}; при ранжировании по модели Брэдли–Терри известна функциональная форма и делается попытка вывести параметры.
При масштабном коэффициенте 400 это эквивалентно системе рейтинга Эло для игроков с рейтингами Эло Ri и Rj .
{\displaystyle \Pr(i>j)={\frac {e^{R_{i}/400}}{e^{R_{i}/400}+e^{R_{j}/400}}}={\frac {1}{1+e^{(R_{j}-R_{i})/400}}}.}

### Оценка параметров
Наиболее распространенное применение модели Брэдли–Терри — вывод значений параметров {\displaystyle p_{i}} учитывая наблюдаемый набор результатов {\displaystyle i>j}, например, победы и поражения в соревновании. Самый простой способ оценки параметров — это оценка максимального правдоподобия, т. е. максимизация вероятности наблюдаемых результатов с учетом значений модели и параметров.
Предположим, что мы знаем результаты набора парных соревнований между определенной группой лиц, и пусть wij будет числом раз, когда лицо i побеждает лицо j . Тогда вероятность этого набора результатов в модели Брэдли–Терри равна {\displaystyle \prod _{ij}[\Pr(i>j)]^{w_{ij}}} а логарифм правдоподобия вектора параметров p = [p1, ..., pn] равен
{\displaystyle {\begin{aligned}{\mathcal {l}}(\mathbf {p} )&=\ln \prod _{ij}{{\bigl [}\Pr(i>j){\bigr ]}}^{w_{ij}}=\sum _{i=1}^{n}\sum _{j=1}^{n}\ln {\biggl [}\left({\frac {p_{i}}{p_{i}+p_{j}}}\right)^{w_{ij}}{\biggr ]}\\[6pt]&=\sum _{ij}w_{ij}\ln {\biggl (}{\frac {p_{i}}{p_{i}+p_{j}}}{\biggr )}=\sum _{ij}{\bigl [}w_{ij}\ln(p_{i})-w_{ij}\ln(p_{i}+p_{j}){\bigr ]}.\end{aligned}}}
Цермело показал, что это выражение имеет только один максимум, который можно найти, дифференцируя по {\displaystyle p_{i}} и приравнивая к нулю, что приводит к
{\displaystyle p_{i}={\frac {\sum _{j}w_{ij}}{\sum _{j}(w_{ij}+w_{ji})/(p_{i}+p_{j})}}} [2]
Это уравнение не имеет известного замкнутого решения, но Цермело предложил решить его методом простой итерации. Начиная с любого удобного набора (положительных) начальных значений для {\displaystyle p_{i}}, итеративно выполнять обновление:
{\displaystyle p_{i}'={\frac {\sum _{j}w_{ij}}{\sum _{j}(w_{ij}+w_{ji})/(p_{i}+p_{j})}}} [3] 
для всех i в свою очередь. Результирующие параметры являются произвольными с точностью до общей мультипликативной константы, поэтому после вычисления всех новых значений их следует нормализовать путем деления на их среднее геометрическое следующим образом:
{\displaystyle p_{i}\leftarrow {\frac {p'_{i}}{\left(\prod _{j=1}^{n}p'_{j}\right)^{1/n}}}} [4]
Эта процедура оценки улучшает логарифмическое правдоподобие на каждой итерации и гарантированно в конечном итоге достигает уникального максимума. Однако сходимость происходит медленно. Совсем недавно было отмечено, что уравнение [2] можно также переписать как
{\displaystyle p_{i}={\frac {\sum _{j}w_{ij}p_{j}/(p_{i}+p_{j})}{\sum _{j}w_{ji}/(p_{i}+p_{j})}},}
которую можно решить путем итерации
{\displaystyle p_{i}'={\frac {\sum _{j}w_{ij}p_{j}/(p_{i}+p_{j})}{\sum _{j}w_{ji}/(p_{i}+p_{j})}}} [5]
снова нормализуем после каждого раунда обновлений с использованием уравнения [4]. Эта итерация дает идентичные результаты, что и в [3], но сходится гораздо быстрее и поэтому обычно предпочтительнее, чем [3].

#### Рабочий пример процедуры решения
Рассмотрим спортивное соревнование между четырьмя командами, которые в общей сложности играют между собой 22 игры. Победы каждой команды указаны в строках, а соперники указаны в столбцах:
|   | A | B | C | D |
| - | - | - | - | - |
| A | – | 2 | 0 | 1 |
| B | 3 | – | 5 | 0 |
| C | 0 | 3 | – | 1 |
| D | 4 | 0 | 3 | – |

Например, команда A дважды обыграла команду B и трижды проиграла команде B; вообще не играла с командой C; выиграла один раз и проиграла четыре раза команде D.
Мы хотели бы оценить относительную силу команд, что мы делаем путем расчета параметров {\displaystyle p_{i}}, причем более высокие параметры указывают на большую доблесть. Для этого мы произвольно инициализируем четыре записи в векторе параметров p, например, присваивая каждой команде значение 1: [1, 1, 1, 1] . Затем мы применяем уравнение [5] для обновления {\displaystyle p_{1}}, что дает
{\displaystyle p_{1}={\frac {\sum _{j(\neq 1)}w_{1j}p_{j}/(p_{1}+p_{j})}{\sum _{j(\neq 1)}w_{j1}/(p_{1}+p_{j})}}={\frac {2{\frac {1}{1+1}}+0{\frac {1}{1+1}}+1{\frac {1}{1+1}}}{3{\frac {1}{1+1}}+0{\frac {1}{1+1}}+4{\frac {1}{1+1}}}}=0.429.}
Теперь снова применяем [5] для обновления {\displaystyle p_{2}}, убедившись, что используете новое значение {\displaystyle p_{1}} что мы только что подсчитали:
{\displaystyle p_{2}={\frac {\sum _{j(\neq 2)}w_{2j}p_{j}/(p_{2}+p_{j})}{\sum _{j(\neq 2)}w_{j2}/(p_{2}+p_{j})}}={\frac {3{\frac {0.429}{1+0.429}}+5{\frac {1}{1+1}}+0{\frac {1}{1+1}}}{2{\frac {1}{1+0.429}}+3{\frac {1}{1+1}}+0{\frac {1}{1+1}}}}=1.172}
Аналогично для {\displaystyle p_{3}} и {\displaystyle p_{4}} мы получаем
{\displaystyle p_{3}={\frac {\sum _{j(\neq 3)}w_{3j}p_{j}/(p_{3}+p_{j})}{\sum _{j(\neq 3)}w_{j3}/(p_{3}+p_{j})}}={\frac {0{\frac {0.429}{1+0.429}}+3{\frac {1.172}{1+1.172}}+1{\frac {1}{1+1}}}{0{\frac {1}{1+0.429}}+5{\frac {1}{1+1.172}}+3{\frac {1}{1+1}}}}=0.557}{\displaystyle p_{4}={\frac {\sum _{j(\neq 4)}w_{4j}p_{j}/(p_{4}+p_{j})}{\sum _{j(\neq 4)}w_{j4}/(p_{4}+p_{j})}}={\frac {4{\frac {0.429}{1+0.429}}+0{\frac {1.172}{1+1.172}}+3{\frac {0.557}{1+0.557}}}{1{\frac {1}{1+0.429}}+0{\frac {1}{1+1.172}}+1{\frac {1}{1+0.557}}}}=1.694}
Затем мы нормализуем все параметры, разделив их на их среднее геометрическое {\displaystyle (0.429\times 1.172\times 0.557\times 1.694)^{1/4}=0.830} чтобы получить оценочные параметры p = [0.516, 1.413, 0.672, 2.041] .
Чтобы еще больше улучшить оценки, мы повторяем процесс, используя новые значения p . Например,
{\displaystyle p_{1}={\frac {2\cdot {\frac {1.413}{0.516+1.413}}+0\cdot {\frac {0.672}{0.516+0.672}}+1\cdot {\frac {2.041}{0.516+2.041}}}{3\cdot {\frac {1}{0.516+1.413}}+0\cdot {\frac {1}{0.516+0.672}}+4\cdot {\frac {1}{0.516+2.041}}}}=0.725.}
Повторяя этот процесс для оставшихся параметров и нормализуя, получаем p = [0.677, 1.034, 0.624, 2.287] . Повторение еще 10 раз дает быструю сходимость к окончательному решению p = [0.640, 1.043, 0.660, 2.270] . Это означает, что команда D является сильнейшей, а команда B — второй по силе, в то время как команды A и C почти равны по силе, но уступают командам B и D. Таким образом, модель Брэдли–Терри позволяет нам сделать вывод о взаимоотношениях между всеми четырьмя командами, даже если не все команды играли друг с другом.

## Расширение модели на случай игр с ничьей
Если в игре присутствует вероятность ничьи то модель можно расширить введя дополнительный параметр {\displaystyle \theta >0}.  Тогда вероятности исходов:
{\displaystyle \Pr(i>j)={\frac {p_{i}}{p_{i}+\theta p_{j}}}} - вероятность что i побеждает j
{\displaystyle \Pr(j>i)={\frac {p_{j}}{\theta p_{i}+p_{j}}}} - вероятность что j побеждает i
{\displaystyle \Pr(j=i)={\frac {(\theta ^{2}-1)p_{i}p_{j}}{(p_{i}+\theta p_{j})(\theta p_{i}+p_{j})}}} - вероятность ничьей